# Гимнокалициум Валничека
Гимнокалициум Валничека (лат. Gymnocalycium valnicekianum) — кактус из рода Гимнокалициум.

## Описание
Стебель шаровидный и первоначально одиночный, с возрастом удлиняется до 18 см в диаметре и 30 см в высоту и образует небольшое количество отростков. Эпидермис светло-зелёный. Имеет около 12 рёбер, состоящих из приплюснутых бугорков, каждый из которых оканчивается большой эллиптической, густо опушённой ареолой длиной 12 мм. На ареоле обычно бывает 9-15 боковых колючек, в исключительных случаях можно насчитать до 20, и 4-6 центральных, однако встречаются экземпляры, у которых по 11 центральных колючек, которые имеют беловато-серый цвет. Центральные колючки изогнуты вверх и имеют длину не более 4 см.
Цветки белые с розовым оттенком внутри. Поперечник цветка и его длина примерно равны и достигают 5 см. Сеянцы зацветают в возрасте 5—7 лет.

## Распространение

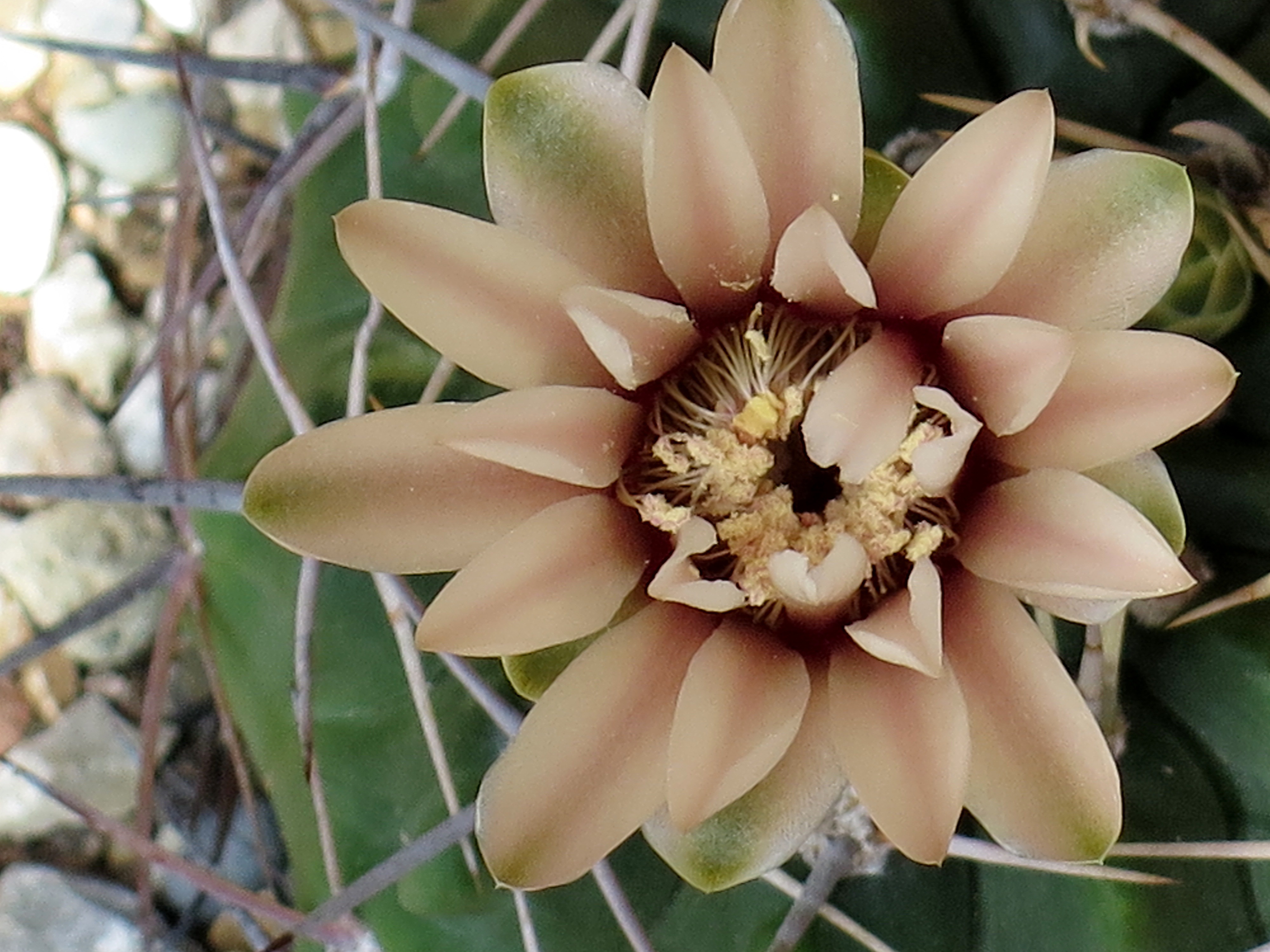
Gymnocalycium valnicekianum var. bicolor (Schütz) H.Till & Amerh

В природе кактус встречается возле города Капилья-дель-Монте в аргентинской провинции Кордова. Он растёт на гранитных холмах в расселинах с гумусом.